# August Schmidhuber
August Schmidhuber (8 mai 1901 – 19 février 1947) est un brigadeführer de la 7e division de montagne des volontaires SS Prinz Eugen du 20 janvier 1944 au 8 mai 1945, et de la 21e division de montagne Waffen de la SS Skanderbeg (1re albanaise) à partir de mai 1944.
Pendant la guerre de sécurité au Kosovo, Schmidhuber donne l'ordre de tuer des prisonniers et de brûler des villages. Condamné pour crimes de guerre en Yougoslavie, il est exécuté le 19 février 1947 à Belgrade.

## Début de carrière
August Schmidhuber, né à Augsbourg, en Bavière, est fils d'un fonctionnaire mineur. Après avoir terminé sa formation militaire de base dans la Reichswehr à Ulm en 1919, il s'engage pour 12 ans de service militaire le 5 mai. Il est affecté au 42e régiment Schützen (régiment de fusiliers). Du 16 juin 1919 à début octobre, Schmidhuber sert dans la 9e compagnie de son régiment puis passe près d'un an dans la 3e compagnie.
Parallèlement, de mai 1919 à mi-juin, il entre également dans les rangs des Freikorps du major Franz Ritter von Epp. Schmidhuber est transféré au 19e Gebirgs-Jäger-Regiment (chasseurs de montagne) et le 1er octobre 1922 est nommé au grade de gefreiter. Il reste dans l'armée régulière allemande jusqu'au 4 mai 1931, date à laquelle il part comme oberfeldwebel.
Après avoir quitté l'armée Schmidhuber travaille comme brasseur et s'engage dans la politique en Bavière, rejoignant le Bayerische Volkspartei (Parti populaire bavarois). Lors des élections présidentielles, il se présente pour le district de Lindau mais ne gagne pas. Il adhère ensuite au NSDAP et le 16 juillet 1933 entre dans la SA. Dans celle-ci, il fait partie du Gruppe Hochland et a occupe d'abord le poste de directeur adjoint des écoles de la SA de la région, puis plus tard celui du directeur. Schmidhuber est membre du commandement de la formation de la SA.

## Carrière dans la SS
En mai 1935, Schmidhuber rejoint la SS où il est nommé obersturmführer et immédiatement rattaché à la SS-Verfügungstruppe. Initialement, il commande le 7e peloton du SS-1 Standarte et y dirige les troupes jusqu'au début de février 1936, date à laquelle il est transféré au régiment SS Germania. Il y dirige la 1re compagnie jusqu'au 1er mai 1936. Le 13 septembre 1936, Schmidhuber est promu hauptsturmführer et transféré à l'état-major régimentaire. Il y reste jusqu'à la mi-novembre 1937, où la compagnie est chargée de la formation des sous-officiers, jusqu'à fin février 1938.
Le 30 janvier 1939, Schmidhuber est promu au grade de sturmbannführer et prend le commandement du 1er bataillon du régiment SS Germania. Le 21 juin 1941, il est promu obersturmbannführer et un an plus tard, il devient commandant du SS-Freiwilligen-Gebirgsjäger-Regiment 14 "Skanderberg" (14e régiment volontaire d'infanterie de montagne Skanderberg) de la 7e division de montagne des volontaires SS Prinz Eugen. Le 20 avril 1943, Schmidhuber est promu standartenführer et du 17 avril 1944 au 20 janvier 1945, il sert en tant que commandant de la 21e division de montagne Waffen du SS Skanderbeg (1er albanais). Le 21 juin 1944, il est promu oberführer.
En ce qui concerne ses activités anti-partisanes au Kosovo pendant la guerre, l'universitaire Bernd Jürgen Fischer a noté : « Schmidhuber du SS "Skanderbeg" a donné l'ordre d'intensifier (ndt: le nombre) les incendies des villages et les meurtres de personnes. Conformément à ces ordres, entre le 19 septembre et le 23 octobre, 131 prisonniers du NLM (...) ont été abattus ou pendus au Kosovo. » Après l'évacuation allemande de l'Albanie, Schmidhuber remplace le brigadeführer Otto Kumm en tant que commandant des restes de la 7e division de volontaires SS Prinz Eugen jusqu'au 8 mai 1945.
Un tribunal militaire de la 3e armée yougoslave condamne Schmidhuber à mort par pendaison pour son rôle dans l'assassinat de civils en Yougoslavie, et il est exécuté le 19 février 1947 à Belgrade.

## Résumé de carrière
Le premier grade SS de Schmidhuber est obersturmführer en mai 1935; son grade le plus élevé atteint est brigadeführer und Generalmajor der Waffen-SS en janvier 1945. Schmidhuber a reçu la Croix allemande en or le 3 août 1943.